# بروجة كهنة (شوي بانة)
بروجة کهنة (بالفارسية: بروژه کهنه) هي قرية تقع في إيران في البلدة المركزية.